# Реверсаря
Реверсаря (рум. Revărsarea) — село у повіті Тулча в Румунії. Адміністративно підпорядковане місту Ісакча.
Село розташоване на відстані 203 км на північний схід від Бухареста, 34 км на захід від Тулчі, 124 км на північ від Констанци, 32 км на південний схід від Галаца.

## Населення
За даними перепису населення 2002 року у селі проживали 563 особи, з них 562 особи (99,8%) румунів. Усі жителі села рідною мовою назвали румунську.